# Dimethyldichloorsilaan
Dimethyldichloorsilaan is een organische verbinding met als brutoformule C2H6Cl2Si. Het is een kleurloze, rokerige vloeistof met een scherpe geur. De stof reageert hevig (exotherm) met allerhande brandblusmiddelen en met water. In contact met deze laatst zal het silaan polymeriseren:
{\displaystyle {\ce {nSi(CH3)2Cl2 + nH2O -> [Si(CH3)2O]_{n}\, + 2nHCl}}}
Het wordt op industriële schaal vervaardigd om te dienen als initiator bij de productie van polysilaanverbindingen en dimethylsilicone.

## Synthese
Dimethyldichloorsilaan wordt gesynthetiseerd uit een reactie van siliciumpoeder en methylchloride bij een temperatuur van 350 °C en met koper als katalysator; dit is de Müller-Rochowsynthese:

## Toxicologie en veiligheid
De stof ontleedt bij verhitting met vorming van giftige en corrosieve dampen, onder andere waterstofchloride en fosgeen. Ze reageert hevig met water, waardoor waterstofchloride wordt gevormd. Dimethyldichloorsilaan reageert hevig met alcoholen en amines, waardoor brand- en ontploffingsgevaar ontstaat. De stof tast vele metalen aan, in aanwezigheid van water.
De stof en de damp zijn corrosief voor de ogen, de huid en de luchtwegen. Inademing van de damp kan longoedeem veroorzaken en langdurige of herhaalde blootstelling kan tot de dood leiden.